# ドラジャ・ミハイロヴィッチ
ドラジャ・ミハイロヴィッチ （Драгољуб Михаиловић / Draža Mihailović，1893年4月27日 - 1946年7月17日）は、ユーゴスラビア王国の軍人。武装抵抗組織「チェトニック」の指導者。セルビア人。孫のヴォイスラフ・ミハイロヴィッチは政治家で、元ベオグラード市長、セルビア王国復興運動現党首。

## 生涯
セルビア南西部のイヴァニツァ出身、幼時に両親と死別しベオグラードの叔父の下で育つ。1910年にセルビア王国陸軍に入隊し、第一次・第二次バルカン戦争に従軍。第一次世界大戦ではオーストリア＝ハンガリー帝国にセルビア全土を占領されながらもアルバニアへ逃れて抵抗活動を継続、中尉として終戦を迎え故国に戻った。その後新たに成立したユーゴスラビア王国陸軍の将校となり、フランスに軍命で留学したりチェコスロバキアでブルガリアとの外交交渉にあたるなどの経験を積んだ。
1941年にナチス・ドイツがユーゴスラビアに侵攻すると、山中に逃れ王国軍の残党やセルビア民族主義者を結集しチェトニックを結成、その指導者として枢軸国の軍隊やクロアチアを拠点としていたウスタシャとも戦ったが、同時にヨシップ・ブロズ・チトー率いるパルチザン部隊とも（一時は両者提携の動きがあったものの）王国に反逆する反乱部隊として互いに抗争することになる。またウスタシャの支持者と見られていたクロアチア人やボシュニャク人など非セルビア人に対する虐殺にも手を染めた。
チェトニックは王国亡命政府と連合国の支援を受けていたが、1943年以降は枢軸国やセルビア救国政府との協力に転じパルチザン掃討を指揮。翌1944年にソビエト連邦軍が東欧へ侵攻すると戦況はパルチザン側に有利となり、また連合国や亡命政府の支援もパルチザン側に切り替わるなどチェトニックをめぐる状況は悪化。1945年5月8日にチェトニックが崩壊すると息子や部下とともに逃避行を続けるものの、翌年に逮捕されチトー政府によって救国政府の幹部ともども裁判にかけられた。彼に対しては連合国から助命を嘆願されたものの、チトーは応じず7月17日に銃殺刑が執行された。

## 評価
アメリカは、チェトニックの諜報活動を評価して1948年にミハイロヴィッチにレジオン・オブ・メリットを授与していたが、チトーのユーゴスラビアに配慮して秘密とされ、2005年になってようやく娘に授与された。
孫のヴォイスラフの請願を受け、2015年にセルビア高等裁判所はチトー政権による判決を破棄し、ミハイロヴィッチの名誉を回復した。しかし、クロアチアなど周辺諸国では今なお戦争犯罪者として憎悪されており、この名誉回復は非難を呼んだ。